# Penrhyn Castle

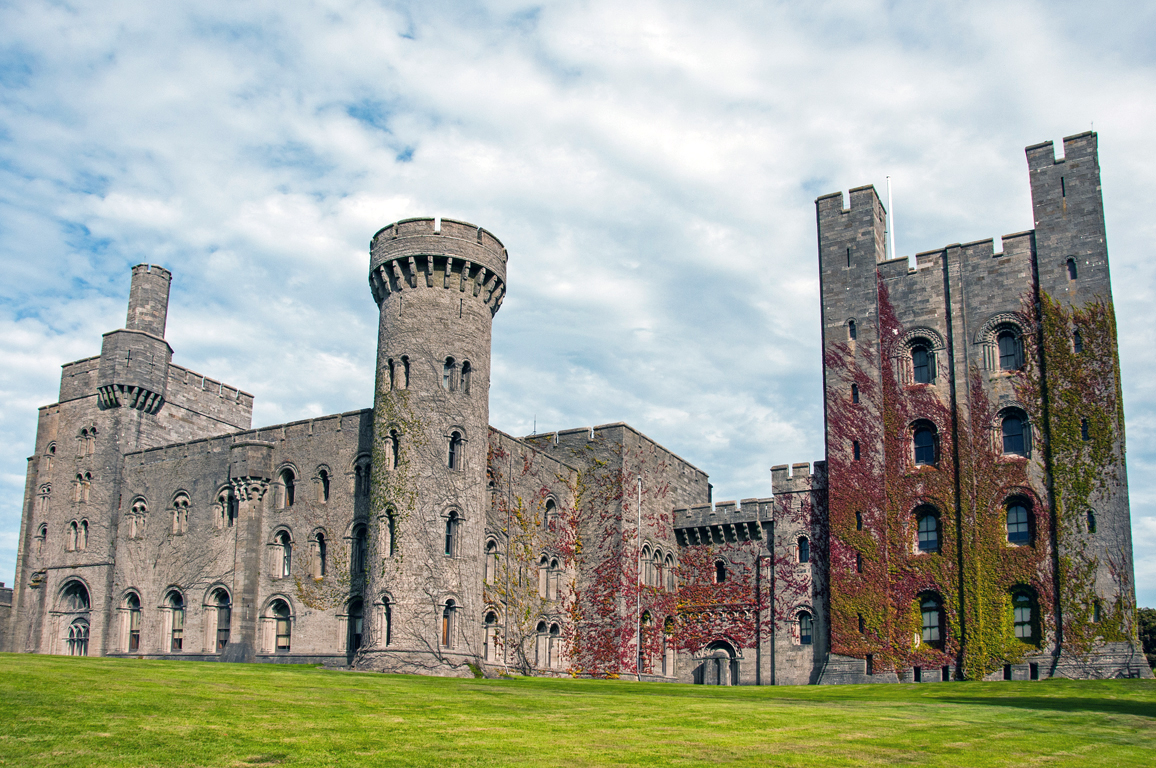
Penrhyn Castle, Ansicht von Südwesten

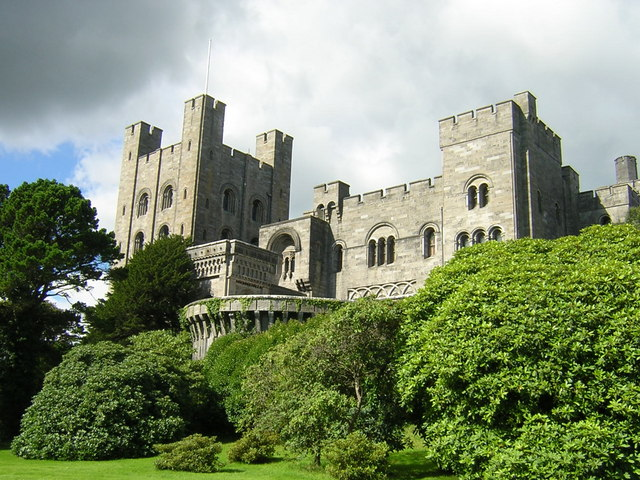
Penrhyn Castle, Ansicht von Nordosten

Penrhyn Castle ist ein Landschloss im Stil einer normannischen Burg in der nordwalisischen Gemeinde Llandygai, Gwynedd, rund zwei Kilometer östlich des Zentrums von Bangor. Seine Wurzeln liegen in einem mittelalterlichen festen Haus der Familie Griffith, das in der zweiten Hälfte des 18. Jahrhunderts von Richard Pennant, 1. Baron Penrhyn, durch einen Neubau im Stil des Scottish Baronials ersetzt wurde. Nachdem George Hay Dawkins das Anwesen geerbt hatte, ließ er das bestehende Gebäude zwischen 1821/1822 und 1837 durch die heutige Anlage nach Entwürfen des Architekten Thomas Hopper ersetzen, wobei die alte Bausubstanz in den neuen Bau integriert wurde. Seither ist die Anlage nur wenig verändert worden und gilt als Hoppers Meisterstück.
Das Schloss steht seit dem 3. März 1966 als Listed Building der Stufe I unter Denkmalschutz, wobei Nebengebäude wie zum Beispiel das monumentale Eingangstor oder die Ruine der ehemaligen Schlosskapelle separat denkmalgeschützt sind. Der Schlosspark samt -garten steht mit der Stufe II* ebenfalls unter Denkmalschutz. Die Anlage ist der wichtigste Landsitz in Wales und ein gutes Beispiel für den neonormannischen Stil des frühen 19. Jahrhunderts, der nur für eine kurze Zeit beliebt war. Mit seinen enormen Ausmaßen und etwa vier Hektar Grundfläche ist Penrhyn nach Windsor Castle das größte Schlossgebäude auf den Britischen Inseln.

## Geschichte

### Mittelalter
Im 13. Jahrhundert erhielt Goronwy ap Ednyfed vom Fürsten von Gwynedd etwa 500 Acres (über 200 Hektar) Land, das schon damals umgangssprachlich Penrhyn (walisisch für Vorgebirge) genannt wurde. Unter seinen Nachfahren kam es zur Teilung des Besitzes, ehe Gwilym ap Gruffyd (später Griffith geschrieben) um 1380/1390 durch Heirat mit Morfudd den Besitz wieder in einer Hand vereinte. Zuvor hatte entweder Tudor ap Goronwy oder sein Sohn Goronwy ap Tudor ein erstes festes Haus auf dem Besitz erbaut. Gwilym ap Gruffyd schloss sich 1402 der Rebellion Owain Glyndŵrs gegen den englischen König an, mit der Konsequenz, dass er sich Heinrich IV. 1406 unterwerfen musste und all seine Güter konfisziert wurden. Es gelang ihm jedoch, im November 1407 seine Besitzungen zurückzukaufen. Später erwarb er nicht nur die konfiszierten Ländereien von 27 anderen Rebellen, sondern kaufte ab 1410 auch noch weiteren Landbesitz systematisch hinzu. Der alte Kernbesitz wurde nun offiziell Penrhyn genannt. Das Wohnhaus der Familie wurde 1413 in einem Pachtvertrag erstmals urkundlich erwähnt, und 1438 wurde eine Genehmigung zu seiner Befestigung (englisch licence to crenellate) erteilt. Diese erhielt aber nicht mehr Gwilym ap Gruffyd, sondern sein Sohn aus zweiter Ehe, Gwilym Fycham. Er hatte 1431 die Nachfolge seines Vaters angetreten und fügte dem Besitz durch Ankauf weitere Ländereien hinzu. Über seinen Sohn kam Penrhyn an den Enkel William Griffith, der den Wohnsitz seiner Familie erneuern ließ. William wurde von seinem Sohn Edward beerbt, der bei seinem frühen Tod am 11. März 1540 drei Töchter aus seiner Ehe mit Jane Puleston of Bersham als Nachkommen hinterließ. Edwards jüngerer Bruder Rhys beanspruchte als nächster männlicher Verwandter das Erbe für sich und stritt darum mit den Familien seiner Nichten. Ein Gericht entschied 1542 schließlich, dass der Griffith-Besitz geteilt werden sollte: Aller Landbesitz in Anglesey ging an Edwards Töchter, während Penrhyn fortan Rhys gehörte. Wie sein Vater nahm auch er Veränderungen am Wohnhaus vor. Bei seinem Tod am 30. Juli 1580 folgte ihm Piers (auch Pyrs geschrieben), der älteste Sohn aus seiner dritten Ehe nach. Dieser war zu jenem Zeitpunkt aber erst 12 Jahre alt und konnte sein Erbe erst im Jahr 1591 antreten. Schon im Jahr darauf verpfändete Piers einen Teil des Landbesitzes, und weitere Verpfändungen folgten bis 1616. In jenem Jahr wurde er auf Betreiben seines Schwiegervaters Sir Thomas Mostyn im Londoner Fleet-Gefängnis festgesetzt. Grund dafür waren hohe Schulden aufgrund seines Heiratsvertrags. Nur wenig später kam Penrhyn vollständig an Jevan Lloyd of Iâl, der zuvor schon viele Teile des Besitzes erworben hatte. Er verkaufte Penrhyn 1622 an John Williams, Lord Keeper of the Great Seal und späteren Erzbischof von York.

### Eigentum der Familien Griffith und Pennant

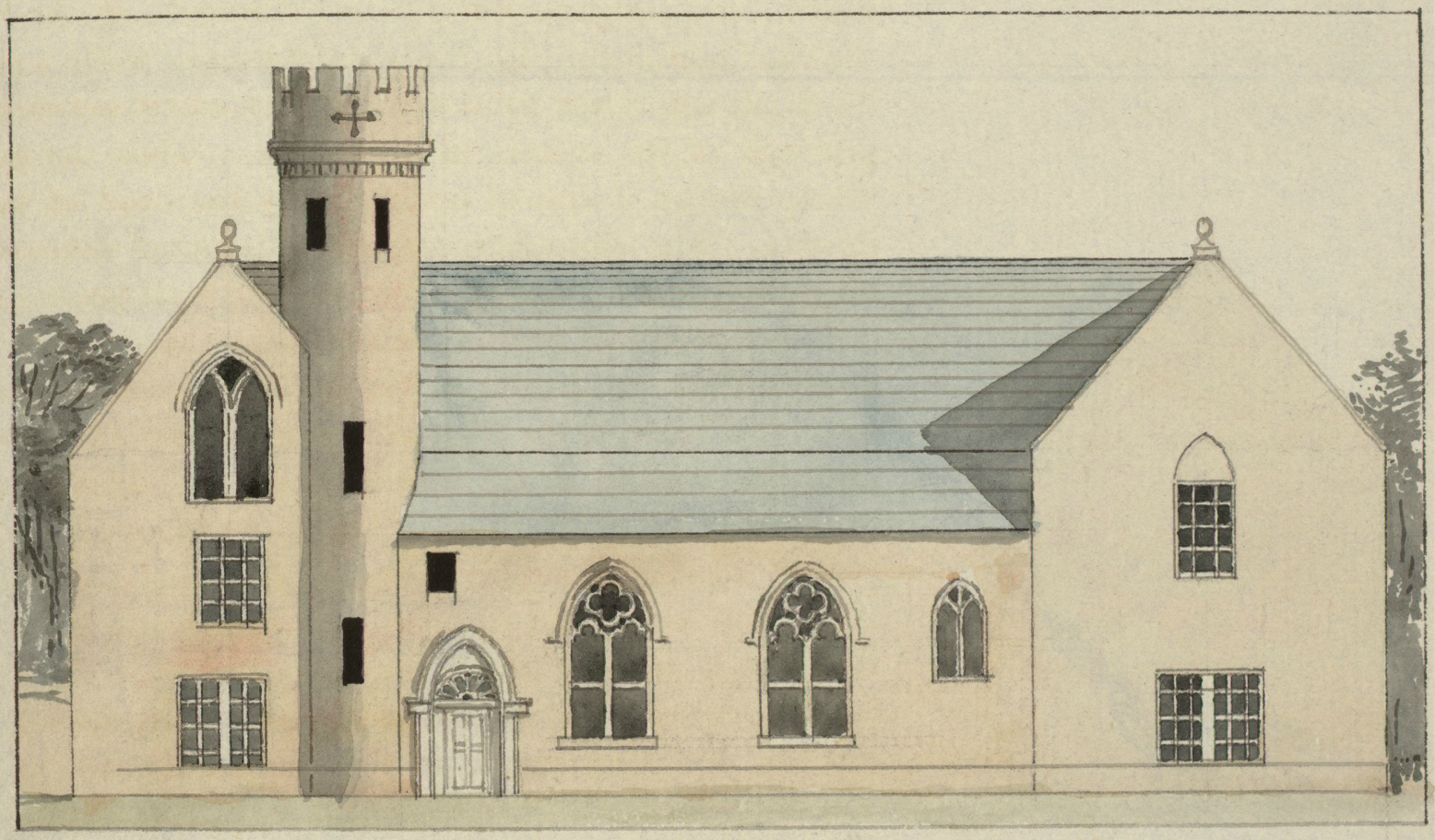
Penrhyn nach dem Umbau nach Plänen Samuel Wyatts, Zeichnung von Moses Griffith

John war ein entfernter Verwandter der Familie Griffith of Penrhyn, denn er war Nachkomme von Gwilym ap Gruffyds jüngerem Bruder Robin. Es ist bekannt, dass er plante, das alte Wohnhaus umzubauen, aber es existieren keine Dokumente darüber, ob dieses Vorhaben auch in die Tat umgesetzt wurde. Bei seinem Tod im Jahr 1650 vermachte er Penrhyn gemeinsam mit anderen Besitzungen seinem Neffen Griffith Williams († 1663), der 1658 von Oliver Cromwell zum Baronet, of Penrhyn, ernannt wurde. Dies wurde zwar nach der Cromwell-Ära wieder aufgehoben, jedoch erneuerte König Karl II. diese Ernennung 1661. Über Griffith Sohn Robert kam das Anwesen an dessen Sohn John, nach dessen kinderlosem Tod 1682 es sein Bruder Griffith, der 4. Baronet, erbte. Aber auch Griffith hatte keine Erben, sodass der Titel des Baronets an Hugh Williams of Marl, den dritten Sohn von Griffith Williams, ging, während Penrhyn an seine Schwester Frances kam. Sie hinterließ den Besitz 1714 ihren beiden Schwestern Gwen und Anne. Gwens Enkelin Anne Yonge verkaufte ihren Anteil 1767 an Edward Pennant, den reichen Eigentümer von Zuckerrohrplantagen auf Jamaika. Seine beiden Söhne John und Henry begannen damit, weiteres Land, das ehemals zu Penrhyn gehörte, wieder anzukaufen. Johns Sohn und Erbe Richard Pennant hatte bereits am 6. Dezember 1765 Ann Susannah Warburton geheiratet. Sie war die Enkelin von Anne Williams, die Sir Thomas Warburton of Winnington Hall geheiratet hatte. Zugleich war sie die Erbin von General Hugh Warburton, dem die andere Hälfte von Penrhyn gehörte. Nach dem Tod von Vater, Onkel und Schwiegervater waren ¾ der Penrhyn-Besitzungen wieder in der Hand von Richard Pennant vereint. Das übrige Viertel erwarb er schließlich 1785 von der Yonge-Familie. Richard und seine Frau wohnten jedoch nicht in dem alten Wohnhaus der Familie Williams, sondern residierten in Winnington Hall bei Northwich. Anstatt dessen nutzte Richards Bruder Samuel es als Wohnsitz. Für ihn ließ es Richard nach Entwürfen von Samuel Wyatt im Stil des Scottish Baronials umbauen und modernisieren. Der mittelalterliche Vorgängerbau wurde dabei in den Neubau aus gelben Ziegeln integriert. Aus der Halle wurde ein Vestibül, und das Haus erhielt einen weiteren Gebäudeflügel mit Wohnräumen. Außerdem wurde die alte Kapelle Stein für Stein abgetragen und am heutigen Ort im Park wieder aufgebaut. Auch die Ställe erhielten einen neuen Standort. Die alten Stallgebäude wurden abgerissen und nördlich des Wohnhauses neue Ställe aus Ziegeln errichtet. Hinzu kam ein imposanter Eingangsbau am Parkrand, der die Form eines Triumphbogens besaß. Die Umbauarbeiten waren vor 1780 beendet. Um 1800 ließ Pennant, der 1783 zum Baron Penrhyn erhoben worden war, das Gebäude noch einmal verändern. Als er 1808 in Winnington starb, waren aus seiner Ehe keine Kinder hervorgegangen, und so ging sein Besitz nach dem Tod seiner Witwe 1816 an den Enkel von Richards Schwester, George Hay Dawkins.

### Ausbau im neonormannischen Stil

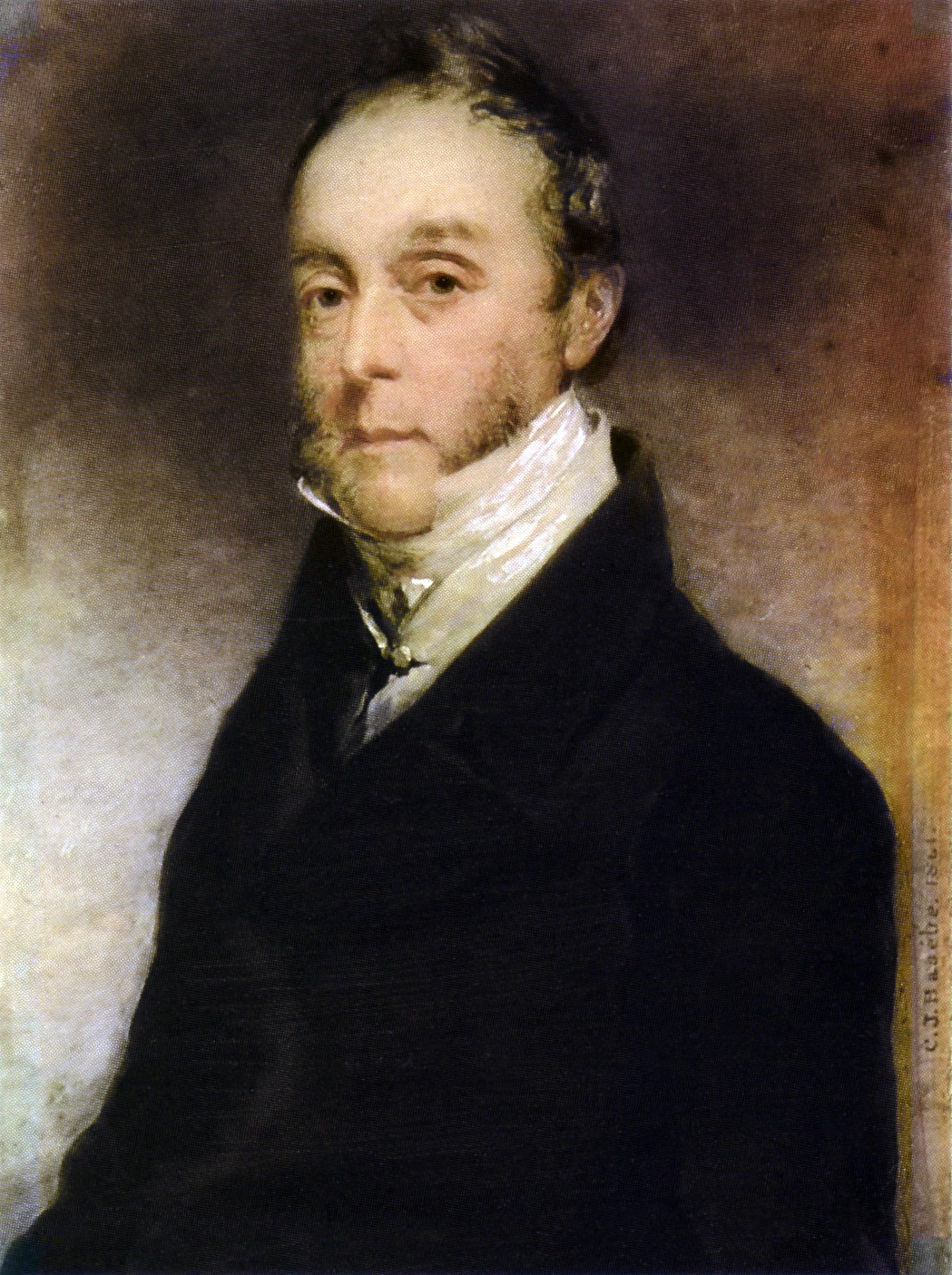
Bauherr der heutigen Schlossanlage: George Hay Dawkins-Pennant; Porträt von Charles J. Basébé, 1864

Der neue Eigentümer fügte das Wappen und den Namen der Familie Pennant seinem eigenen hinzu und nannte sich fortan Hawkins-Pennant. Er ließ das unmoderne Penrhyn-Wohnhaus nach Entwürfen des Architekten Thomas Hopper im neonormannischen Stil, einer Strömung der Neugotik, umbauen. Hopper hatte bereits zwei Schlösser dieses Stils in Irland erbaut: Shaneʼs Castle im County Antrim und Gosford Castle im County Armagh. Die Oberaufsicht über alle Arbeiten lag bei William Baxter. Der weitreichende Umbau wurde mit Gewinnen aus den jamaikanischen Zuckerrohrplantagen und walisischen Schiefersteinbrüchen finanziert. Zudem erhielten die Pennants £ 14.683 17s 2d (2021 etwa £ 1,3 Mio.) als Kompensation für die Abschaffung der Sklaverei und den daraus resultierenden Verlust ihrer Sklaven in Jamaika nach 1833. Diese Summe, ausgezahlt kurz nach Vollendung der Bauarbeiten, deckte einen großen Teil der Umbaukosten. Bereits ab 1819 ließ der Schlossherr den Schlosspark mit einer neuen Umfassungsmauer eingrenzen, die Bauarbeiten am Haus begannen jedoch erst 1821/1822. Der genaue Baubeginn ist nicht bekannt, doch als Hermann von Pückler-Muskau das Anwesen 1828 besuchte, sollen die Arbeiten bereits seit sieben Jahren im Gange gewesen sein. 1826 waren die Große Halle (englisch Grand Hall bzw. Great Hall), der Bibliotheksturm (englisch Library Tower) und der Eichenturm (englisch Oak Tower) fertiggestellt. Auch scheinen die Arbeiten am Mauerwerk des Keeps und der übrigen wichtigen Türme beendet gewesen zu sein. Baubeginn für die große Eingangsgalerie war im Jahr 1829, ihre massive Eingangstür aus Eichenholz wurde erst 1835 eingesetzt. Die unter Richard Pennant errichteten Stallbauten wurden in der Zeit von August 1831 bis Juni 1833 erneuert und erweitert. Während des jahrelangen Umbaus wohnte die Familie des Schlossherrn in einem schlichten Haus in der Nähe von Colwyn, bezog jedoch schon während der noch andauernden Bauarbeiten ihr neues Domizil. Bis 1837 waren nicht nur sämtliche Gebäude fertiggestellt und eingerichtet, sondern auch der Schlosspark nach Norden hin vergrößert und in großen Teilen neu bepflanzt, unter anderem mit vielen exotischen Gewächsen. Bei allen Arbeiten in und an den Gebäuden kam sehr viel Schiefer zum Einsatz, denn George Hay Dawkins-Pennant besaß einen sehr lukrativen Schiefersteinbruch beim sieben Kilometer entfernten Bethesda. Die Kosten für den Neubau sollen angeblich 150.000 Pfund betragen haben. Als der Bauherr 1840 starb, erbte Juliana Isabella Mary, seine älteste Tochter aus der 1807 geschlossenen Ehe mit Sophia Mary Maude, Penrhyn Castle. Sie war seit 1833 mit Edward Douglas verheiratet und brachte den umfangreichen Besitz an seine Familie. Auch Edward Douglas fügte nach der Erbschaft das Wappen und den Namen Pennant den seinigen hinzu. Nach dem frühen Tod seiner Frau im April 1842 heiratete er 1846 in zweiter Ehe Maria Louisa Fitzroy, Tochter von Henry FitzRoy, 5. Duke of Grafton. Die Familie lebte nur einen kleinen Teil des Jahres auf Penrhyn, die meiste Zeit verbrachte sie in Wicken Park und ihrem Londoner Stadthaus Mortimer House in der Halkin Street. Im Oktober 1859 empfingen Edward und seine Frau hohen Besuch auf ihrem Landsitz: Queen Victoria und ihr Ehemann Albert weilten einige Tage in Penrhyn. Eigens zu diesem Anlass wurde für die Königin ein tonnenschweres Bett aus Schiefer angeschafft, das heute noch im Schloss zu sehen ist. Die Kinder der Gastgeber mussten für die Dauer des hohen Besuchs im Hotel Penrhyn Arms in Bangor untergebracht werden, um für die Unterbringung des Hofstaats ausreichend Platz im Schloss zu haben. Während ihres Aufenthalts pflanzte die Monarchin auf der Wiese westlich der Anlage einen Riesenmammutbaum, der Queenʼs Tree genannt wird und heute noch dort steht.

### Bis zur Mitte des 20. Jahrhunderts

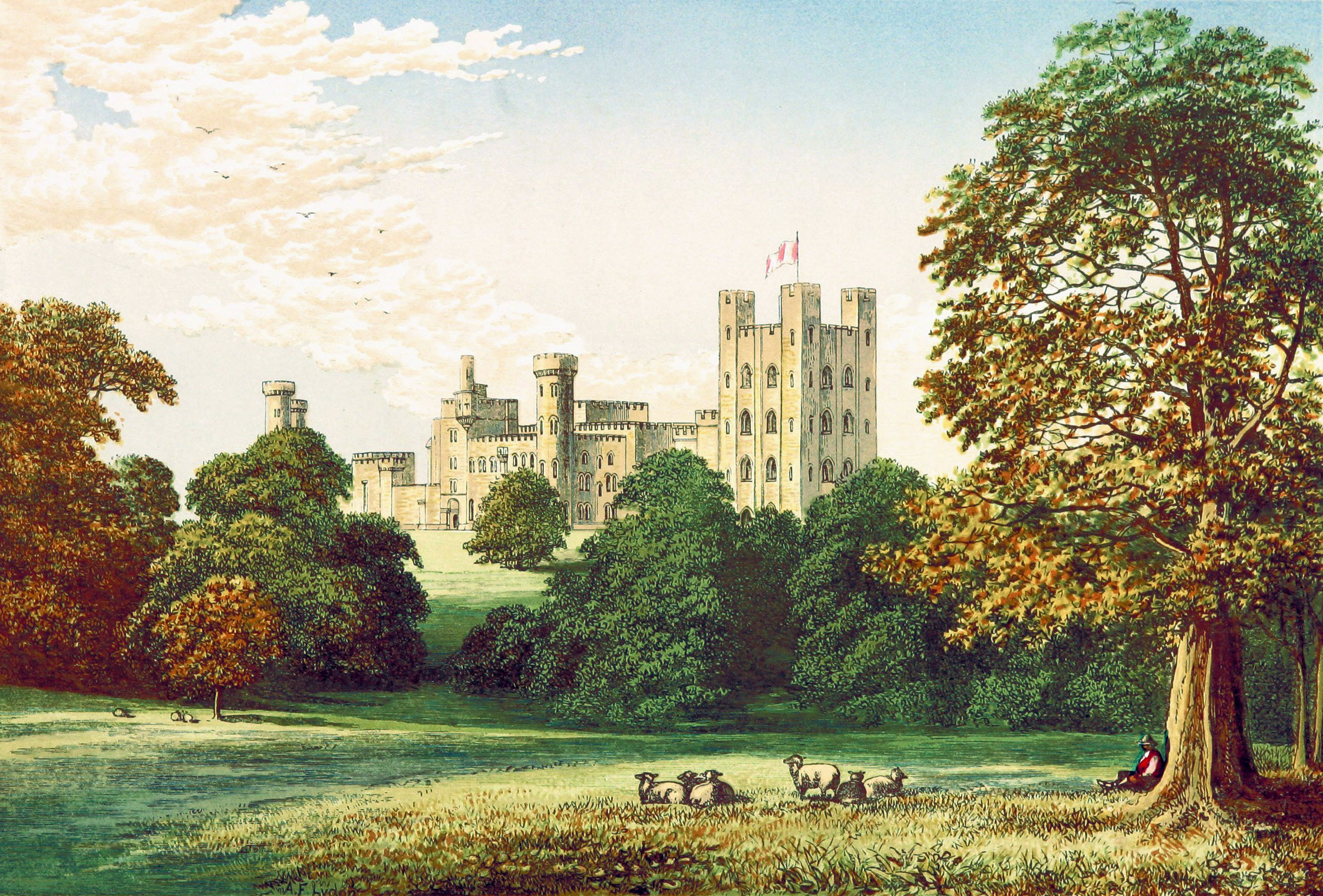
Ansicht von Penrhyn Castle um 1866

Edward Douglas-Pennant, für den 1866 der Titel des Baron Penrhyn neu geschaffen wurde, hinterließ das Schloss bei seinem Tod am 31. März 1886 seinem Sohn George Douglas-Pennant, 2. Baron Penrhyn, über den es im März 1907 an Edward Douglas-Pennant, 3. Baron Penrhyn, kam. Zu dessen Zeit wurde Penrhyn kaum noch durch die Familie genutzt. Nur noch sehr selten weilte eine Jagdgesellschaft in den Gebäuden, und die Anzahl der Bediensteten war auf ein Minimum reduziert. Zu den Hochzeiten waren 44 Hausangestellte in Penrhyn Castle beschäftigt gewesen. Erst als Edwards Sohn Hugh Douglas-Pennant, 4. Baron Penrhyn, 1927 sein Erbe antrat, wurde das Schloss wieder regelmäßig genutzt. Er machte es gemeinsam mit seiner Frau Sybil, Tochter des 3. Viscount Hardinge, zu seinem Hauptwohnsitz und gab dort an den Wochenenden in den 1920er und 1930er Jahren prunkvolle Hauspartys. Auch nahm das Paar einige Änderungen und Modernisierungen vor. Die eigens für das Schloss entworfenen Möbel im neonormannischen Stil wurden durch modernes Mobiliar ausgetauscht und das Gebäude mit Elektrizität versorgt. Im Garten erfolgte die Anlage des sogenannten Rhododendronwegs (englisch Rhododendron Walk) und die Umgestaltung des terrassierten Walled Gardens durch die Hausherrin. Während des Zweiten Weltkriegs diente die Anlage von 1940 bis 1945 als Hauptstandort der Daimler Motor Company. Die National Gallery ließ in den Kriegsjahren zeitweise einige Gemälde Alter Meister in Penrhyn aufbewahren, denn das Schloss war eines der wenigen Gebäude im Königreich, dessen Türen groß genug waren, um Anthonis van Dycks Reiterporträt Karls I. von England (das größte Gemälde in der Sammlung) aufzunehmen. Bei seinem kinderlosen Tod hinterließ Hugh das Anwesen 1949 seiner Nichte Janet Marcia Rose Harper, während der Titel des Baron Penrhyn an einen Onkel zweiten Grades ging. Gemäß den testamentarischen Bestimmungen ihres Onkels nahm die neue Schlossherrin gemeinsam mit ihrem Mann John Charles Harper den Nachnamen und das Wappen der Familie Douglas-Pennant an. Jedoch wohnten die beiden nur einige Monate des Jahres 1949 im Schloss, ehe sie das ehemalige Gärtnerhaus am Küchengarten bezogen. Dieses ließen sie 1959 durch zwei Seitenflügel vergrößern.

### Heutige Nutzung

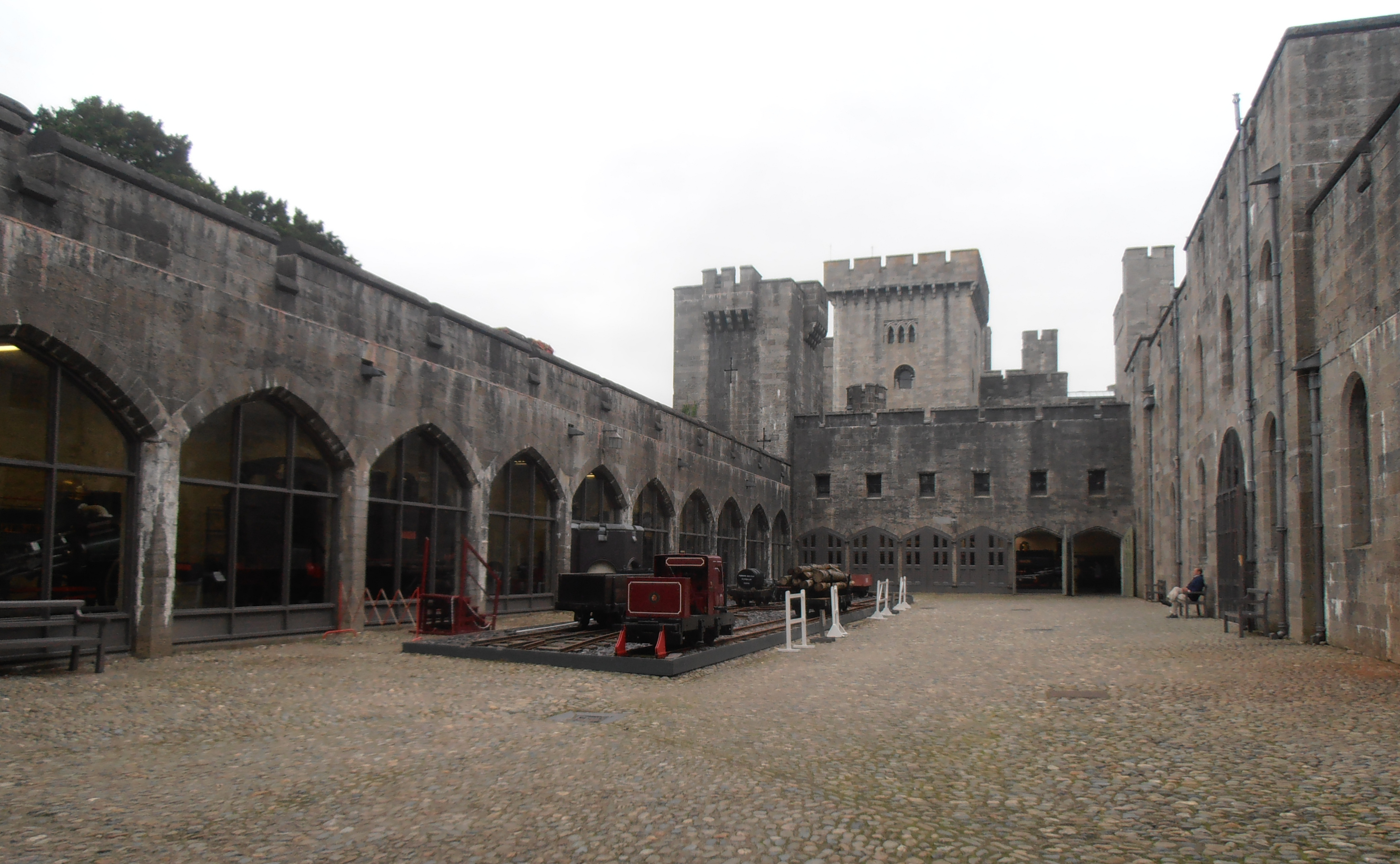
Ställehof mit einem Exponat des Penrhyn Castle Railway Museums

1951 kam das Schlossgebäude samt 40.000 Acres (mehr als 16.000 Hektar) Land als Ersatz für eine Steuerzahlung an den Staat, der es anschließend dem National Trust übertrug. Die zum Anwesen gehörende Parklandschaft gehört – ebenso wie die wertvolle Gemäldesammlung im Schloss – immer noch der Familie Douglas-Pennant, die nach wie vor im ehemaligen Gärtnerhaus, Penrhyn House genannt, wohnt. Der National Trust öffnete die Anlage 1952 für die Öffentlichkeit. Viele Räume des Schlosses können mit ihrer Original-Ausstattung besichtigt werden. Dazu zählt auch die umfangreiche, mehrheitlich von Edward Gordon Douglas-Pennant zusammengetragene Gemäldesammlung, die dem Schloss den Beinamen Galerie von Nordwales einbrachte. Sie umfasst unter anderem Werke von Rembrandt, Aert van der Neer, David Teniers dem Jüngeren, Thomas Gainsborough, Allan Ramsay, Antonio de Pereda, Canaletto, Clarkson Stanfield und Carl Haag. Darüber hinaus sind im Schloss drei verschiedene Museen untergebracht. Im Obergeschoss des Pferdestalls informiert eine Ausstellung über die Geschichte des Anwesens und die heutigen Maßnahmen zu seiner Erhaltung. Im Puppenmuseum, das im Keep auf der Etage der ehemaligen Kinderzimmer eingerichtet ist, sind Puppen und Puppenstuben aus dem 19. und 20. Jahrhundert zu sehen. An der West- und Südseite des Stallbereichs ist seit 1965 das Penrhyn Castle Railway Museum beheimatet. Es zeigt alte Lokomotiven, die im 19. Jahrhundert im Güterverkehr eingesetzt wurden, darunter die komplett restaurierte Fire Queen, eine der ersten dampfbetriebenen Lokomotiven der Padarn Railway.

## Beschreibung

### Lage
Das Schloss steht auf einer Anhöhe nördlich von Llandygai zwischen dem Snowdonia-Nationalpark im Süden und der Menaistraße im Norden. Auf der gegenüberliegenden Seite der Meerenge liegt auf der Insel Anglesey in nur rund vier Kilometern Entfernung die Ruine von Beaumaris Castle. Mit Conwy Castle im Nordosten und Caernarfon Castle im Südwesten liegen zwei weitere große walisische Burgen im Umkreis von nur 19 Kilometern.

### Architektur

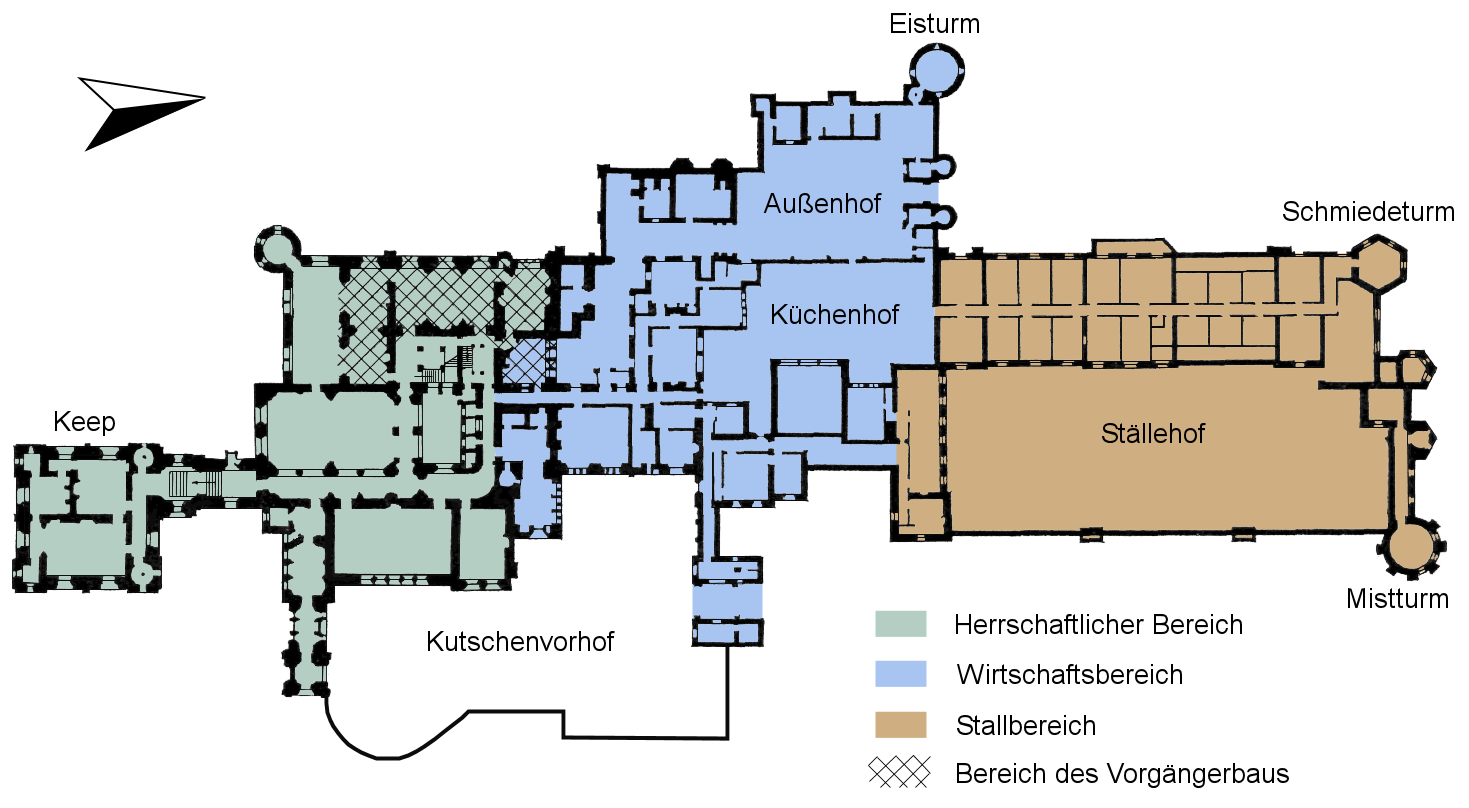
Grundriss des Schlosses (Erdgeschoss)

Das Schloss ist ein langgestrecktes, 182,88 Meter messendes Gebäudeensemble, das in Nord-Süd-Richtung ausgerichtet ist. Seine Silhouette wird von elf Türmen, zahlreichen Tourellen und Zinnenkränzen bestimmt, die typisch für die Neugotik sind. Die Anlage weist in ihrer Architektur Ähnlichkeiten zu Raglan Castle auf. Ihr Mauerwerk besteht aus örtlichem Bruchstein mit Ziegellagen, die mit dunkelgrauem Kalkstein aus Penmon, auch Anglesey-Marmor genannt, verkleidet sind. Die 70 Dächer des Ensembles nehmen eine Fläche von rund 0,4 Hektar ein. Drei unterschiedliche Schlossbereiche sind voneinander zu unterscheiden. Der südliche Teil samt Keep wird von den herrschaftlichen Räumen samt Paradezimmern eingenommen. Die mittlere Partie des Ensembles besteht aus dem 150 Meter langen Wirtschaftsbereich mit Wirtschaftsgebäuden und Räumen für die Bediensteten. Er nimmt mehr Grundfläche als die herrschaftlichen Räume ein. Dem Wirtschaftsbereich schließt sich in nördlicher Richtung der über 200 Meter lange Ställehof (englisch Stables Court) an, der neben den großzügigen Pferdeställen weitere Wirtschaftsräume aufnahm.

#### Herrschaftlicher Bereich

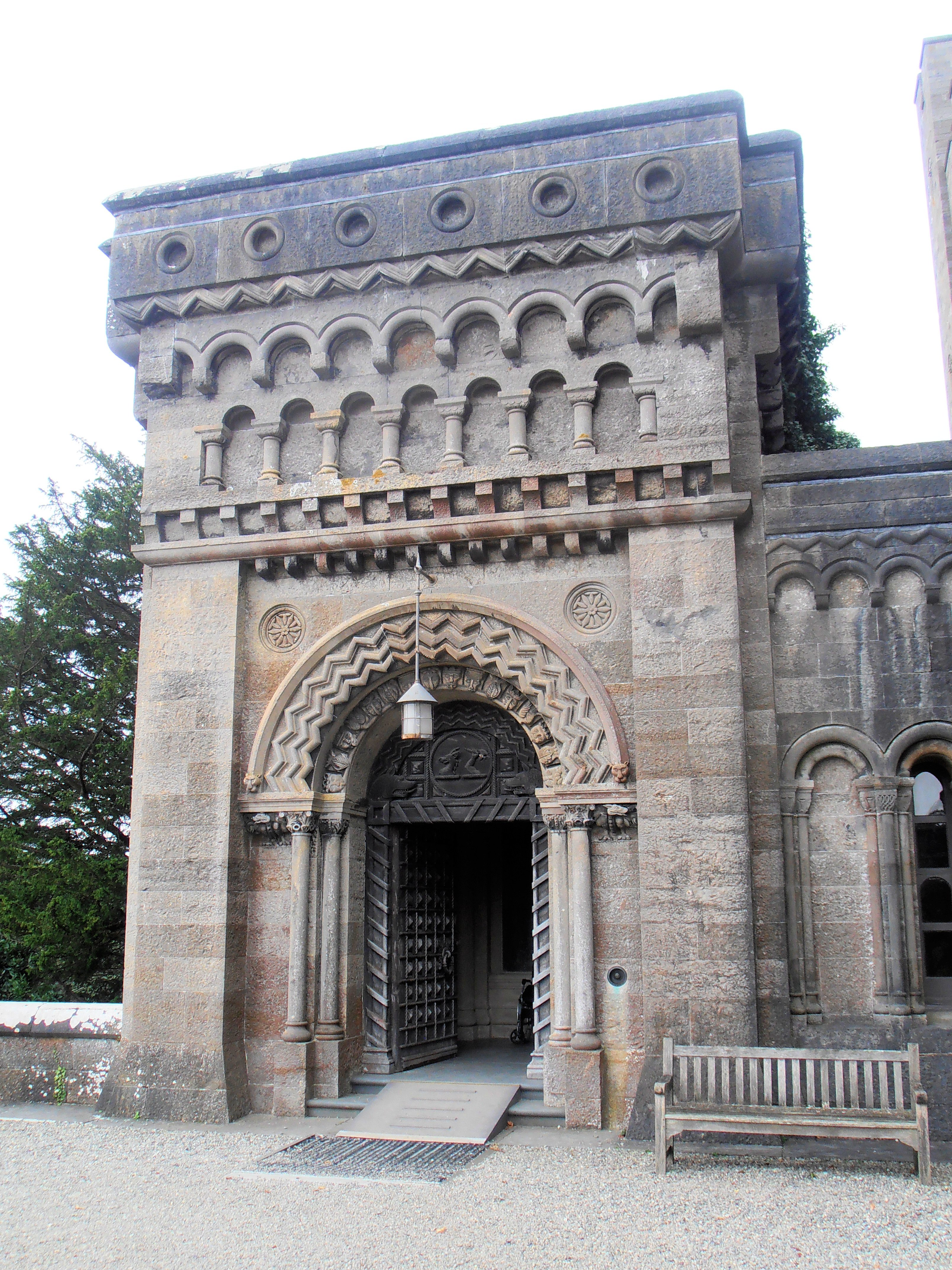
Schlossportal

Der Besucher nähert sich dem Schloss von Norden und erreicht durch einen Torbau, der früher das Haupttor des Vorgängerbaus war, den Kutschenvorhof (englisch Carriage Forecourt). Dieser legt sich barbakanenartig vor die Ostfassade der herrschaftlichen Räume und besitzt Maschikulis an der Ost- sowie der Nordseite. Seine Fläche besteht zum einen Teil aus Rasen und ist zum anderen Teil gekiest. Eine ein Meter hohe Steinbrüstung umgibt den Hof. Von dort kann der herrschaftliche Bereich durch ein wuchtiges Portal mit den Wappen der Familien Dawkins und Pennant betreten werden. An der Westseite der herrschaftlichen Räume ist im Bereich der Bibliothek das Wohnhaus aus dem 18. Jahrhundert in den heutigen Bau integriert. Ein unveränderter Keller mit Tonnengewölbe und ein noch als solcher genutzter Treppenturm zeugen davon. Ganz im Süden dieses Bereichs steht der quadratische, viergeschossige Keep nach dem Vorbild des Turms von Hedingham Castle. Seine Kantenlänge beträgt 62 Fuß (ca. 18,9 Meter) bei einer Höhe von 37,8 Metern. An den Ecken seines obersten Geschosses sitzen vier quadratische Ecktürme. In seinem Inneren befanden sich die privaten Appartements der Eigentümerfamilie.

#### Wirtschaftsbereich
Über einen Gang waren die Herrschaftsräume mit dem Küchenhof (englisch Kitchen Court) verbunden. In diesem Bereich sind Speiseräume für die Dienerschaft, Küchen, Vorratsräume, Unterkünfte für die weiblichen Bediensteten, ein Kohlekeller, Lagerräume für Geschirr und Hauswäsche sowie eine Bäckerei, eine Spülküche und eine Wäscherei zu finden. Vom Küchenhof war der Außenhof (englisch Outer Court) mit eigenem Torbau, Suppenküche, Brauhaus und dem massiven Eisturm (englisch Ice Tower) mit Maschikulis erreichbar. Letzterer erhielt den Namen von seiner bis in das frühe 20. Jahrhundert anhaltende Nutzung als Eiskeller. Im Winter wurde Eis von den überfluteten Uferwiesen des Afon Ogwen geholt und in einem Raum dieses Turms gelagert. Dieser Raum hat eine konische Form und nimmt mit insgesamt 7,5 Metern die Höhe von Keller und Erdgeschoss ein. Sein Durchmesser beträgt im Erdgeschoss drei Meter, während er am Boden im Keller nur noch einen Meter beträgt. Möglicherweise wurden im Raum über dem Eiskeller früher Lebensmittel gelagert.

#### Ställehof

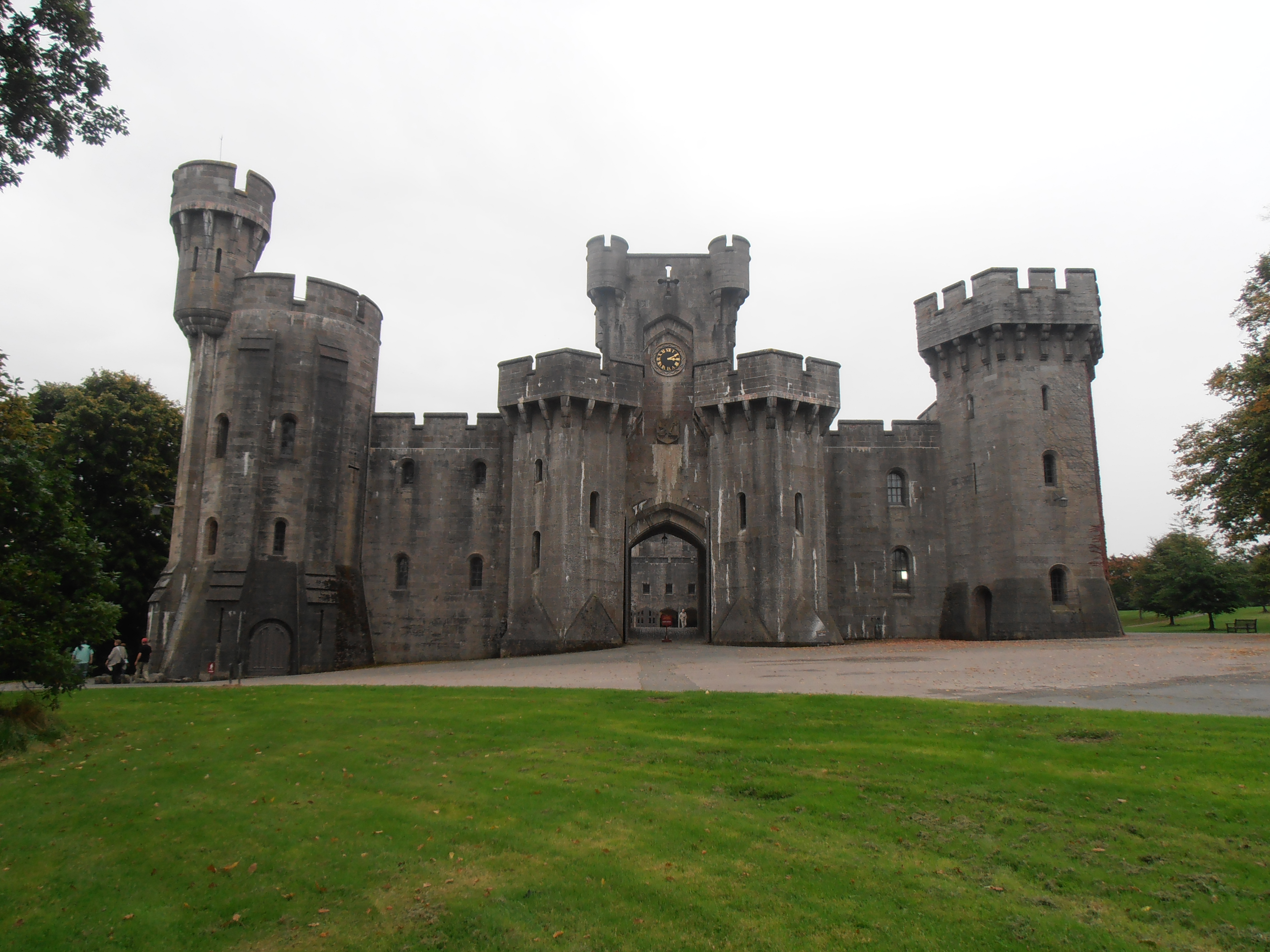
Nordseite des Schlosses mit Ecktürmen und Torbau zum Ställehof

Nördlichster Teil des Schlosses ist der sogenannte Ställehof, um den sich Ställe für bis zu 36 Pferde, das Kutschenhaus und ehemalige Unterkünfte für männliche Bedienstete gruppieren. Zugang zu diesem Bereich bot an der Nordseite ein von zwei Türmen flankiertes Tor, über dessen Torbogen eine Uhr aus dem Jahr 1795 hängt. Die beiden nördlichen Ecken dieses Bereichs werden vom sechseckigen Schmiedeturm (englisch Smithy Tower) und vom Mistturm (englisch Dung Tower) mit seinem Scharwachttürmchen markiert. Im westlichen Pferdestall fanden sich neben zwei Reihen von Stallboxen eine Sattelkammer, Lagerräume und Unterkünfte für die Stallknechte. Im Obergeschoss lag früher unter anderem der Kornspeicher und das Zimmer für den Kutscher. Heute ist dort eine Ausstellung zur Geschichte des Schlosses zu finden.

### Innenräume
Bei der Innenausstattung nach Entwürfen Thomas Hoppers kamen viel Stuck sowie reich skulptierte Stein- und Holzelemente zum Einsatz. Die Einrichtung erfolgte dabei im eklektizistischen Stil als eine Mischung aus normannischen, barocken, orientalischen und ostasiatischen Einflüssen. Viele Möbel und sogar Teppiche wurden extra für Penrhyn Castle von lokalen Handwerkern im neonormannischen Stil hergestellt. In den 1920er Jahren waren sie von den damaligen Eigentümern auf den Speicher verbannt worden. Als der National Trust die Anlage übernahm, stellte er sie wieder in den angestammten Räumen auf.

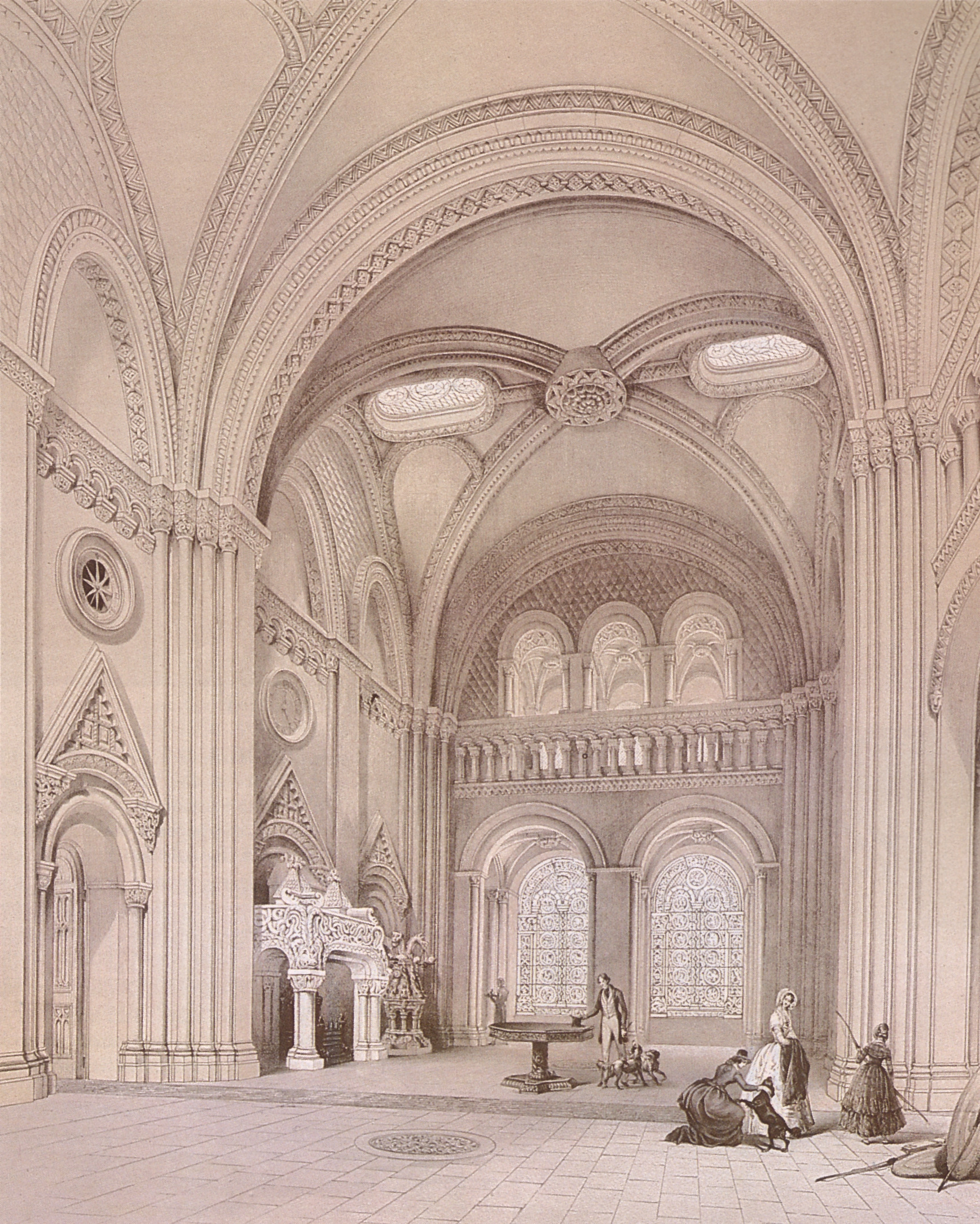
Die Grand Hall auf einer Lithografie von George Hawkins, 1846

Hinter der wuchtigen Eingangstür des Schlossportals liegt ein langer Korridor mit Gewölbedecke, der durch seine Gestaltung den Eindruck eines Klosterganges erweckt. Erleuchtet werden konnte er mit Lampen aus Bronze in Form von Wolfsköpfen, die auf Steinpodesten stehen. Anfänglich wurden sie mit Öl, später mit Gas betrieben, ehe 1927/1928 Elektrizität im Schloss installiert wurde. Der lange Gang führt zur Großen Halle, die mit drei Geschossen die gesamte Höhe dieses Teils des Schlosses einnimmt. In ihrer Größe gleicht sie eher einem überdachten Hof denn einem Raum. Sie ist das Verbindungsstück zwischen den Wohnräumen im Keep, den Empfangsräumen des Schlosses und dem Wirtschaftsbereich. Die Buntglasfenster wurden von Thomas Willement gefertigt, dem seinerzeit führenden Glasmaler im Königreich. Sie zeigen Sternzeichen und Darstellungen der Monate, wie es in mittelalterlichen Stundenbüchern üblich war. Die Große Halle sowie die angrenzenden Räume konnten durch ein Heißluftsystem beheizt werden. Die dazu nötige Konstruktion war eine der ersten ihrer Art auf der britischen Insel. Sowohl im Erdgeschoss als auch von einer Empore auf Höhe des ersten Obergeschosses führt von der Halle ein Korridor zum südlich gelegenen Keep mit den privaten Wohnräumen für die Eigentümerfamilie. Die beiden obersten Geschosse des Turms waren nur über Wendeltreppen in den Ecktürmen erreichbar. Eine davon war für das Dienstpersonal. In allen vier Geschossen dieses Turms befindet sich ein Appartement mit Wohnzimmer/Aufenthaltsraum (englisch sitting room), Ankleidezimmer, Schlafzimmer, kleinem Vorzimmer und Badezimmer. In einem der Schlafzimmer steht das bekannteste Möbelstück des Schlosses: ein nach dem Entwurf Thomas Hoppers aus Schiefer angefertigtes Bett, das über eine Tonne wiegt. Weitere Ausstattungsstücke sind die Tapeten von William Morris und ein Kamin aus rotem Marmor von der Insel Mona.

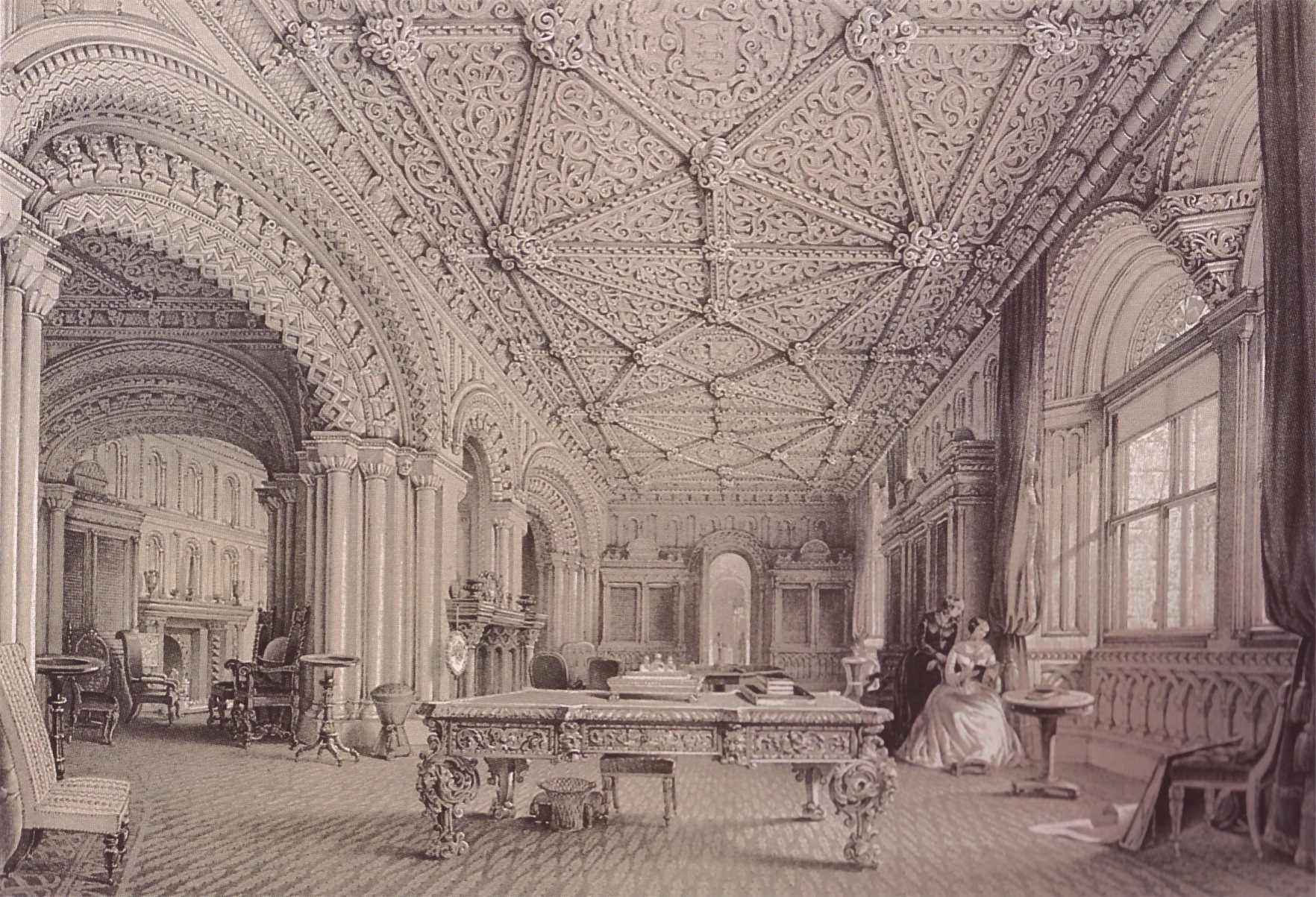
Die Bibliothek auf einer Lithografie von George Hawkins, 1846

Westlich der Großen Halle schließt sich die Bibliothek an. Durch eine hölzerne Arkadenstellung mit vier flachen Bögen ist sie in zwei Hälften geteilt. Die Bögen besaßen früher eine aufwändige Skulptierung, doch diese Dekoration wurde in den 1930er Jahren entfernt. Ihr Pendant fanden die Bögen in der reich skulptierten Stuckdecke mit Darstellungen von Wappen der Schlosseigentümer, beginnend bei der Familie Dawkins bis zu den Pennant-Familien. Auch in den großen Buntglasfenstern des Raums finden sich heraldische Darstellungen in Form der Wappen königlicher und adeliger walisischer Familien. Sie wurden vielleicht von dem Glasmaler David Evans of Shrewsbury gefertigt. Der Raum vermittelt mit seinem Mobiliar, der Eichenholztäfelung und den vier Kaminen aus poliertem Penmon-Kalkstein die Atmosphäre eines Herrenclubs. Die Bücherschränke der Bibliothek besitzen die Form antiker Tempel. In ihnen finden sich unter anderem zwei seltene und wertvolle Bücher, die 2002 als Ersatz für Steuerzahlungen an den National Trust kamen. Dabei handelt es sich zum einen um das 1753 erschienene Buch Ruins of Palmyra von Robert Woods und zum anderen um Charles Wilsons Ordonance Survey of Jerusalem, ein 1865 erschienenes Werk mit frühen Fotos des osmanischen Jerusalems. Der neben der Bibliothek liegende Drawing Room, eine Art Wohnzimmer, zeichnet sich durch seine Gewölbedecke mit 2000 aus Stuck gefertigten und golden bemalten Malteserkreuzen aus. Seine Buntglasfenster mit Wappendarstellungen stammen von David Evans of Shrewsbury. Die Wandbespannung aus Seidenlampas ist nicht mehr original, sondern wurde 1985 nach einem noch erhaltenen Stück der Originalbespannung neu angefertigt. Vom Drawing Room ist das sogenannte Ebenholzzimmer (englisch Ebony Room) erreichbar. Es hat den Namen von seinem Mobiliar, das entweder komplett aus Ebenholz gefertigt wurde oder ein Furnier aus diesem Material besitzt. Passend ist dazu der aus schwarzem und poliertem Kalkstein angefertigte Kamin. Im Gegensatz zum Nachbarraum gehören in diesem Zimmer sowohl die Wandbespannung von etwa 1830 als auch die Vorhänge aus der Zeit von 1695 bis 1712 zu der Originalausstattung des Schlosses. Eine schmale Wendeltreppe neben der Eingangstür dieses Raums führt in das darüber liegende Mezzaningeschoss. Sie ist ein Relikt des Wohnhauses, das im Mittelalter an dieser Stelle stand und vor 1780 in einen moderneren Neubau integriert wurde. Die Bausubstanz dieses Neubaus steckt heute im Ebenholzzimmer, dem angrenzenden Drawing Room und einer Hälfte der Bibliothek. Sie gruppieren sich um das monumentale Haupttreppenhaus, an dem insgesamt zehn Jahre lang gebaut wurde. Für seinen Bau kamen zwei verschiedene Steinsorten zum Einsatz: oolithischer Kalkstein für die Treppengeländer und grauer Sandstein für die üppig ornamentierten Säulen, Pfosten und Bögen. Für die Beleuchtung des Raums sorgt ein achteckiges Oberlicht, dessen Fenster die Form einer Blume hat.

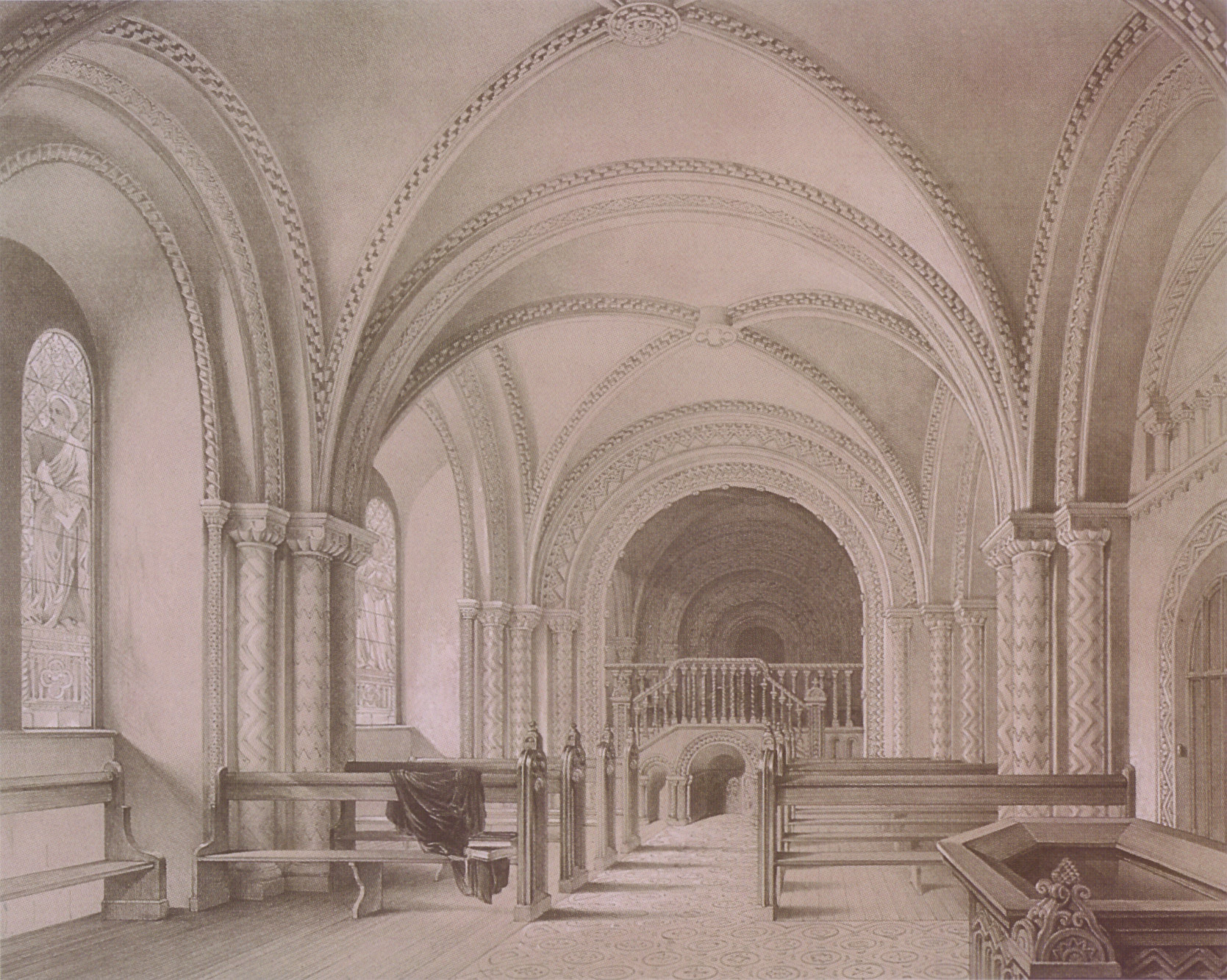
Die Schlosskapelle auf einer Lithografie von George Hawkins, 1846

Vom Haupttreppenhaus können die Paradezimmer im zweiten Geschoss erreicht werden. Dort kann der Besucher neben Möbeln, die mehrheitlich aus den 1830er Jahren stammen, auch Seidentapeten im chinesischen Stil aus dem späten 18. Jahrhundert sehen. Ebenfalls über das Treppenhaus gelangt der Besucher in die heutige Schlosskapelle im ersten Geschoss. Die Kapelle besitzt Bodenfliesen, die vermutlichen aus ihrem Vorgängerbau stammen, dessen Reste heute im Park zu sehen sind. Die Empore war für die herrschaftliche Familie reserviert, während die Bediensteten im Erdgeschoss an den Gottesdiensten teilnahmen. Die bunten Kapellenfenster von etwa 1833 werden David Evans of Shrewsbury zugeschrieben. Ebenfalls auf der ersten Etage befindet sich ein Lower India Room genanntes Schlafzimmer, dessen Name von seiner handbemalten Stofftapete aus chinesischer Seide herrührt. Sie stammt wohl aus der Zeit um 1800. Der Kamin dieses Raums ist passend zur Grundfarbe der Tapete farbig bemalt.
Über einen durch Säulen von der Großen Halle abgetrennten Wandelgang sind die beiden östlich davon liegenden Speiseräume des Schlosses erreichbar. Der größere der beiden diente als Esszimmer bei festlichen Anlässen und bei Anwesenheit von Gästen, war jedoch von Anfang an auch als Galerie gedacht. Deshalb sind dort zahlreiche Werke aus der Gemäldesammlung des Schlosses zu sehen. Der Raum besitzt eine reich skulptierte Decke und ist mit einem Kamin aus schwarzem Marmor ausgestattet, der von Richard Westmacott gefertigt wurde. Die Schablonenbemalung der Wände war im ersten Viertel des 20. Jahrhunderts entfernt worden und wurde erst 1974 wiederhergestellt. Das kleinere Frühstücksraum genannte Esszimmer wurde genutzt, wenn nur die Eigentümerfamilie zum Essen zusammenkam. Sein heutiges Aussehen verdankt es einer Restaurierung in den Jahren 1984 bis 1985.

### Schlosspark und -garten
Schlosspark und -garten im Besitz des National Trust nehmen insgesamt eine Fläche von 60 Acres (24,3 Hektar) ein. Dazu gehört ein Landschaftsgarten mit ausgedehnten Rasenflächen, Waldgebiete, ein Terrassengarten und der ehemalige Küchengarten des Schlosses. Zum Areal, das Penrhyn Park genannt wird und vollständig von einer sieben Meilen langen Mauer umgeben ist, gehört außerdem eine ausgedehnte, aus Wald und Wiesen bestehende Parklandschaft, die der Familie Douglas-Pennant gehört. Die Mehrheit der Wälder wird heute forstwirtschaftlich genutzt. Der Avon Ogwen fließt durch den Schlosspark.

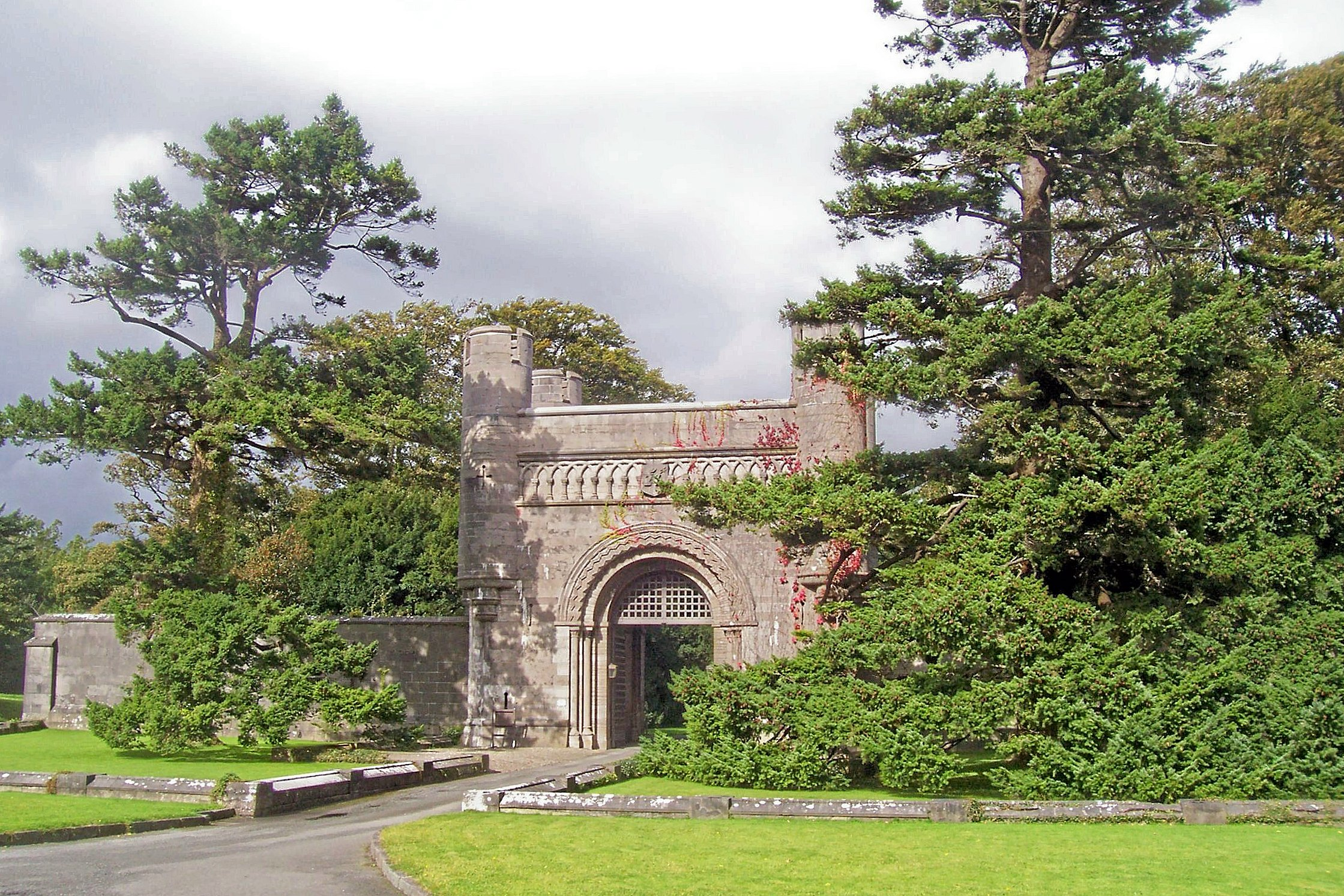
Der Grand Lodge genannte Torbau

Die Grundstruktur des heutigen Gartens basiert auf der Gartenanlage, die im späten 18. Jahrhundert unter Samuel Wyatt angelegt und in Viktorianischer Zeit verändert sowie erweitert wurde. Von dem mittelalterlichen Garten ist nichts mehr erhalten. Zugang zum Park gewährt ein Grand Lodge genannter Torbau am südlichen Ende des Areals. Dieser besitzt eine reiche Ornamentierung und vier Scharwachttürme mit Brüstung. Das rundbogige Tor kann durch eine zweiflügelige Holztür verschlossen werden. Vom Torbau führt eine ein Kilometer lange Auffahrt bergan zum Schloss. Auf einer Wiese im nordöstlichen Bereich des Areals liegt ein kleiner Teich, der zwischen 1889 und 1914 angelegt worden ist, um Wildenten anzulocken. Die Rasenfläche westlich des Schlossbaus wurde traditionell für symbolische Baumpflanzungen genutzt. Neben Queen Victoria und Prince Albert setzte dort zum Beispiel auch die rumänische Königin Elisabeth zu Wied einen Baum.
Am Westrand dieser Wiese befindet sich der Walled Garden genannte Terrassengarten mit drei Ebenen, die über Treppen miteinander verbunden sind. Er wurde in der zweiten Hälfte des 19. Jahrhunderts als formaler Blumengarten konzipiert und setzte damit eine alte Tradition auf Penrhyn fort, denn bereits 1768 existierte beim Schloss ein formaler Garten, von dem die Mehrheit jedoch beim Wyatt-Umbau den neuen, weitläufigen Wirtschaftsbauten hatte weichen müssen. Den Namen trägt der Garten, weil er an drei Seiten von einer Mauer (englisch wall) aus Backsteinen eingefasst ist. Früher stand auch an der vierten (westlichen) Seite eine Mauer, diese wurde jedoch noch im 19. Jahrhundert oder bei der Umgestaltung der dortigen Ebene zu einem Sumpfgarten (englisch bog garden) niedergelegt. Der Bachlauf, der seinerzeit anstatt der Mauer den Sumpfgarten begrenzte, ist mittlerweile ausgetrocknet und nur noch als kleine Bodensenke im Gelände erkennbar. Betreten werden kann der Garten durch eine eiserne Pforte in der Ostecke. Weitere Zugänge gibt es in der Nordost- und der Nordwestmauer. Sybil Hardinge, Lady Penrhyn, gestaltete den Garten 1928 um. Sie behielt zwar den formalen Charakter des Gartens bei, änderte aber dessen Gestaltung. Auf der obersten Ebene ersetzte sie die zwischen Kieswegen liegenden rautenförmigen Blumenbeete mit Buchsbaumeinfassungen durch andere geometrische Beete mit Seerosenteichen und Fontänen. Zusätzlich ließ sie die zentrale Loggia dieser Ebene errichten. Obwohl der Walled Garden während des Zweiten Weltkriegs zum Teil als Gemüsegarten diente, stammt der heutige Pflanzenbestand auf allen drei Ebenen immer noch aus der Zeit Lady Penrhyns. Die mittlere Terrasse ist mit einer Rasenfläche mit Bäumen und Sträuchern gestaltet. An der Mauer zur dritten Ebene steht eine eiserne, mit Scharlach-Fuchsien bewachsene Pergola. Weitere im Garten zu findende Gewächse sind Palmen, Ginkgos, Kletterjasmin und Kiwis.
Der sechs Acres (etwa 2,4 Hektar) große ehemalige Küchengarten wird heute nicht mehr als solcher genutzt. Er liegt nördlich der Schlossgebäude und ist an allen Seiten von bis zu fünf Meter hohen Mauern umgeben, die teilweise mit Wildem Wein und Efeu bewachsen sind. In der zweiten Hälfte des 19. und zu Beginn des 20. Jahrhunderts war dieser Garten unter Leitung des Obergärtners Walter Speed wegen der Qualität und Vielfalt der angebauten Früchte und Gemüsesorten im gesamten Königreich bekannt. Heute wird ein Teil des Gartens von dem auf Penrhyn ansässigen forstwirtschaftlichen Betrieb als Baumschule für Nadelgehölze genutzt. Andere Teile dienen als Privatgarten für die Bewohner der umstehenden Häuser, zum Beispiel der ehemaligen Wäscherei, einem Bruchsteinbau mit Schieferdach, der heute als Wohnhaus für drei Parteien genutzt wird. Die südliche Partie des Küchengartens ist heute der Privatgarten von Penrhyn House, dem einstigen Gärtnerhaus des Schlosses an der Südostecke des Gartens. Dessen zahlreiche Gewächshäuser sind heute alle verschwunden, denn sie wurden nach dem Zweiten Weltkrieg abgerissen, aber das Haus für deren Heizungsanlage ist noch erhalten. Da der Küchengarten nicht mehr als Nutzgarten dient, sind dort keine Nutzpflanzen mehr zu finden. Lediglich ein paar alte Obstbäume, wie zum Beispiel Schattenmorellen, haben die Zeit überdauert.
Zwischen Küchengarten und Walled Garden steht die Ruine der ehemaligen Schlosskapelle. Von dem kleinen Kirchenbau sind nur noch Reste der nördlichen und östlichen Mauer erhalten. Jede besitzt ein Fenster im Stil des späten 15. Jahrhunderts. Fünf an den Mauern hängende Gedenktafeln aus den 1920er bis 1940er Jahren erinnern an Hunde der Eigentümerfamilie.

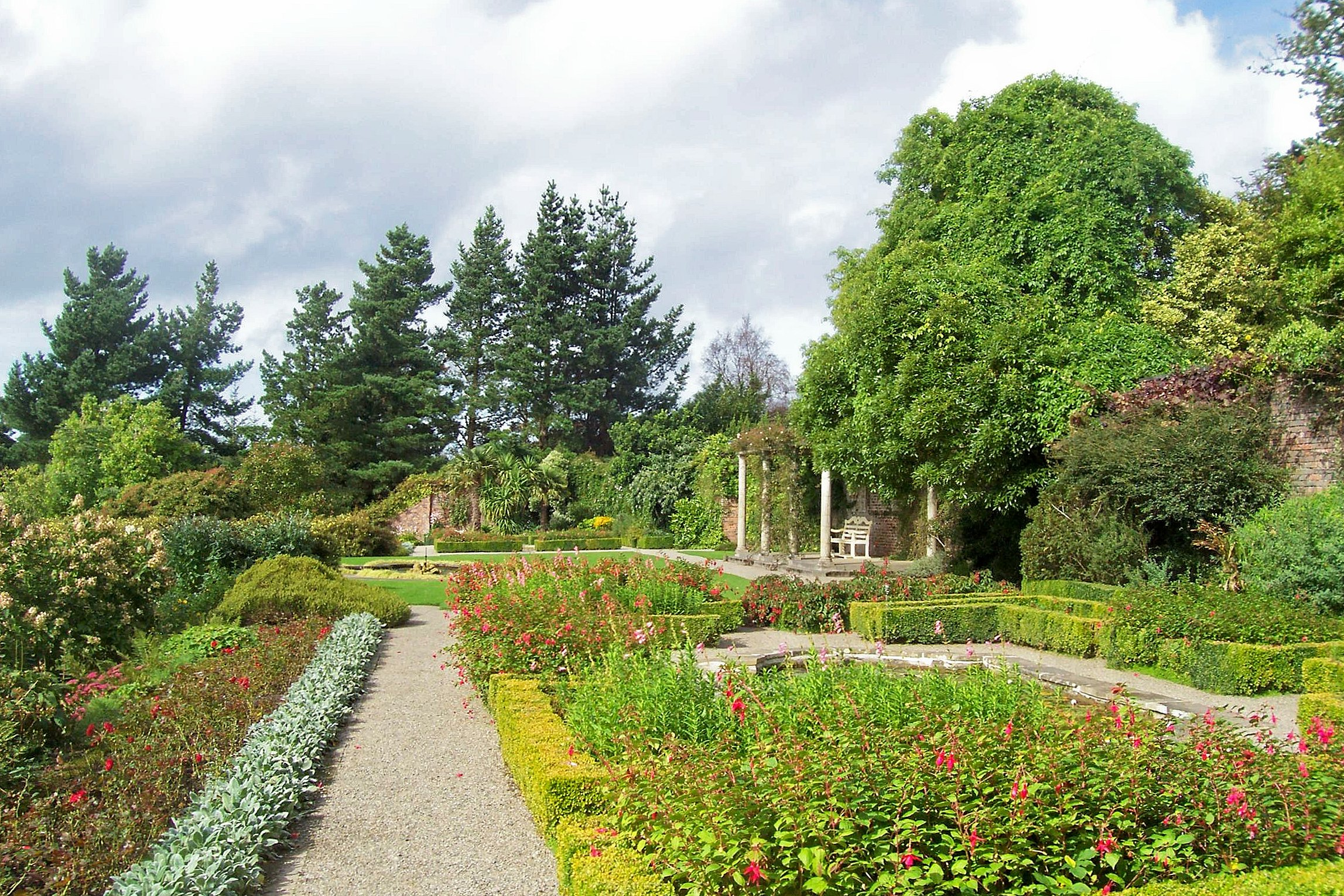
Oberste Ebene im Walled Garden
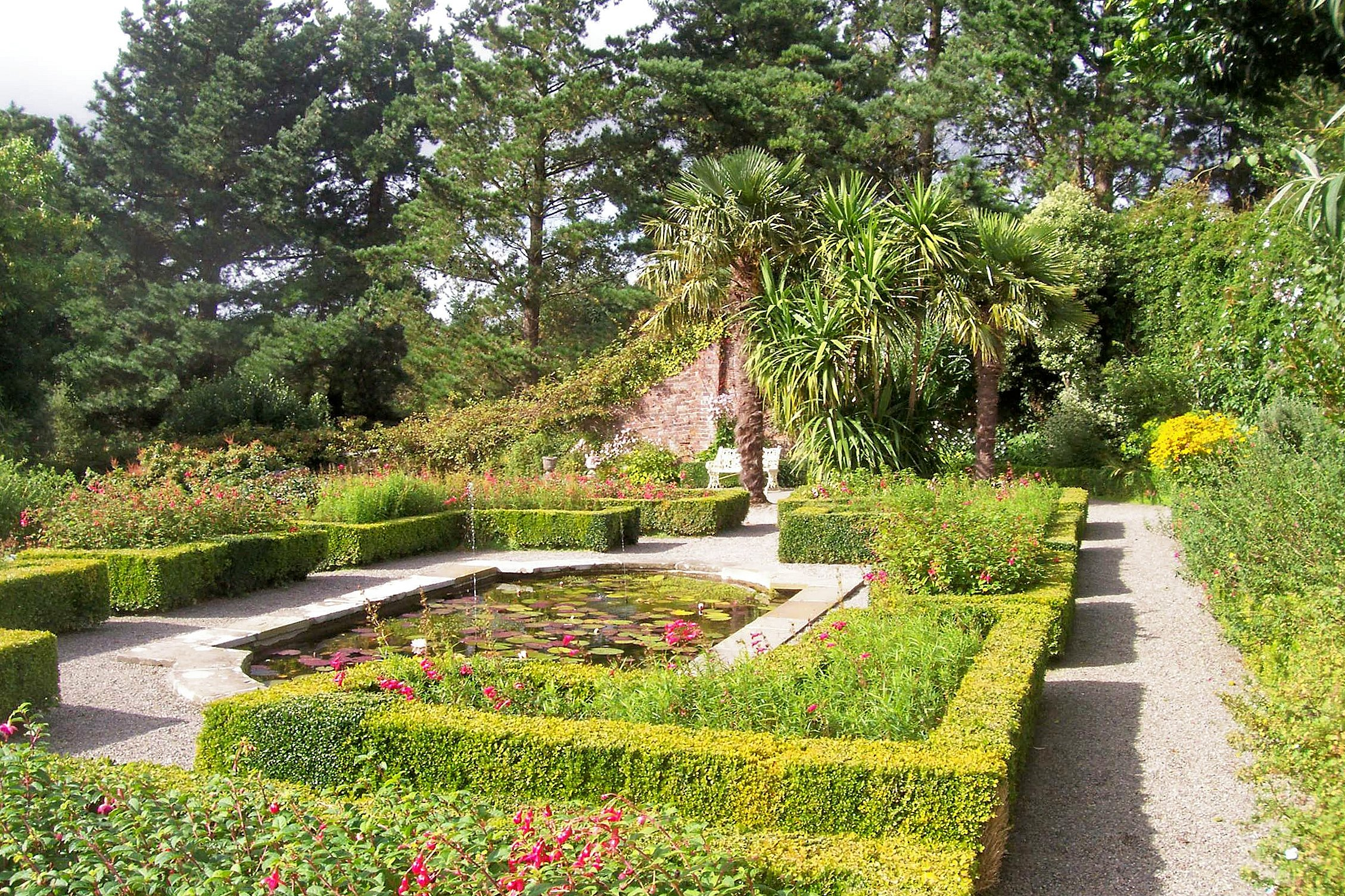
Seerosenteich im Walled Garden
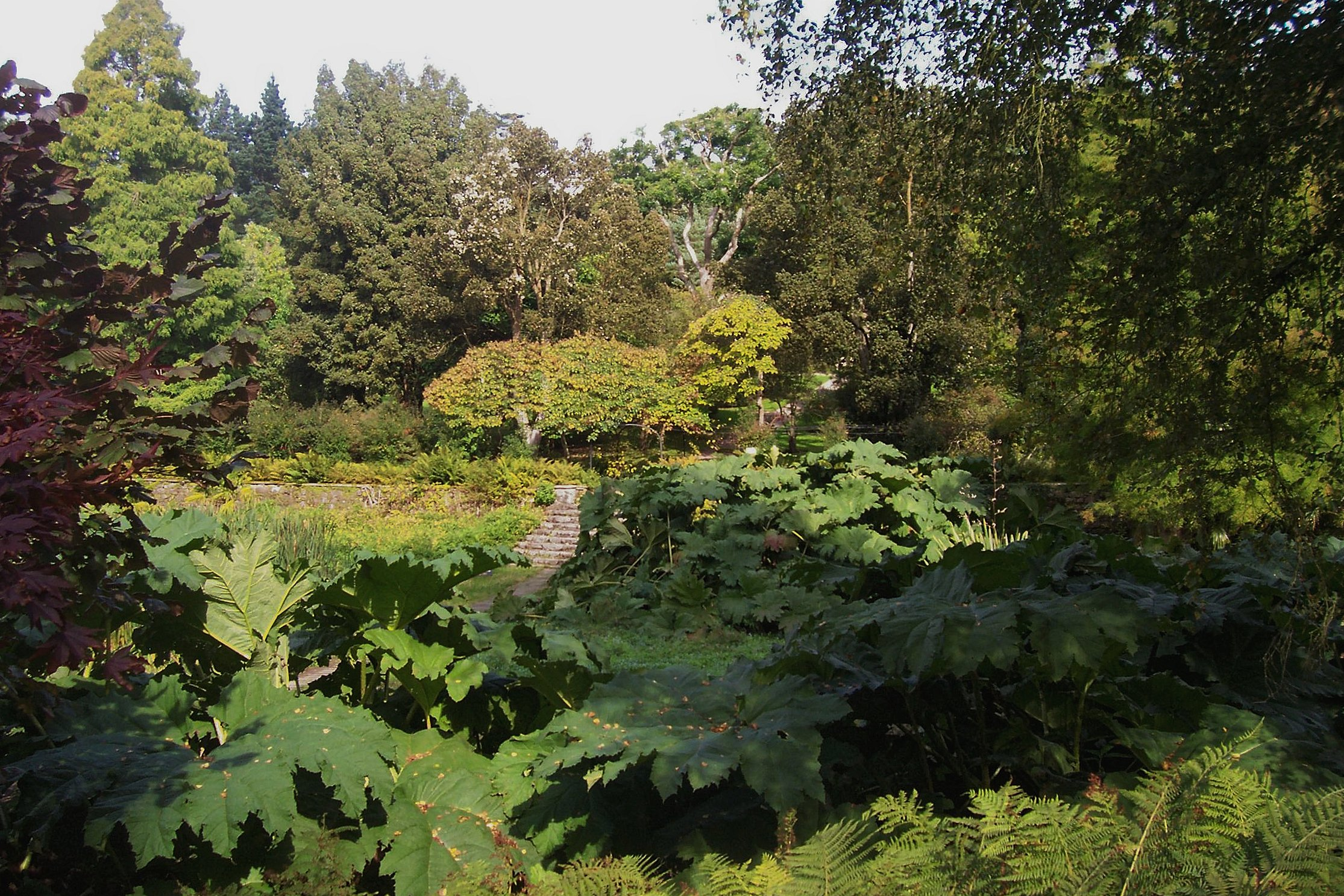
Sumpfgarten auf der untersten Ebene des Walled Garden
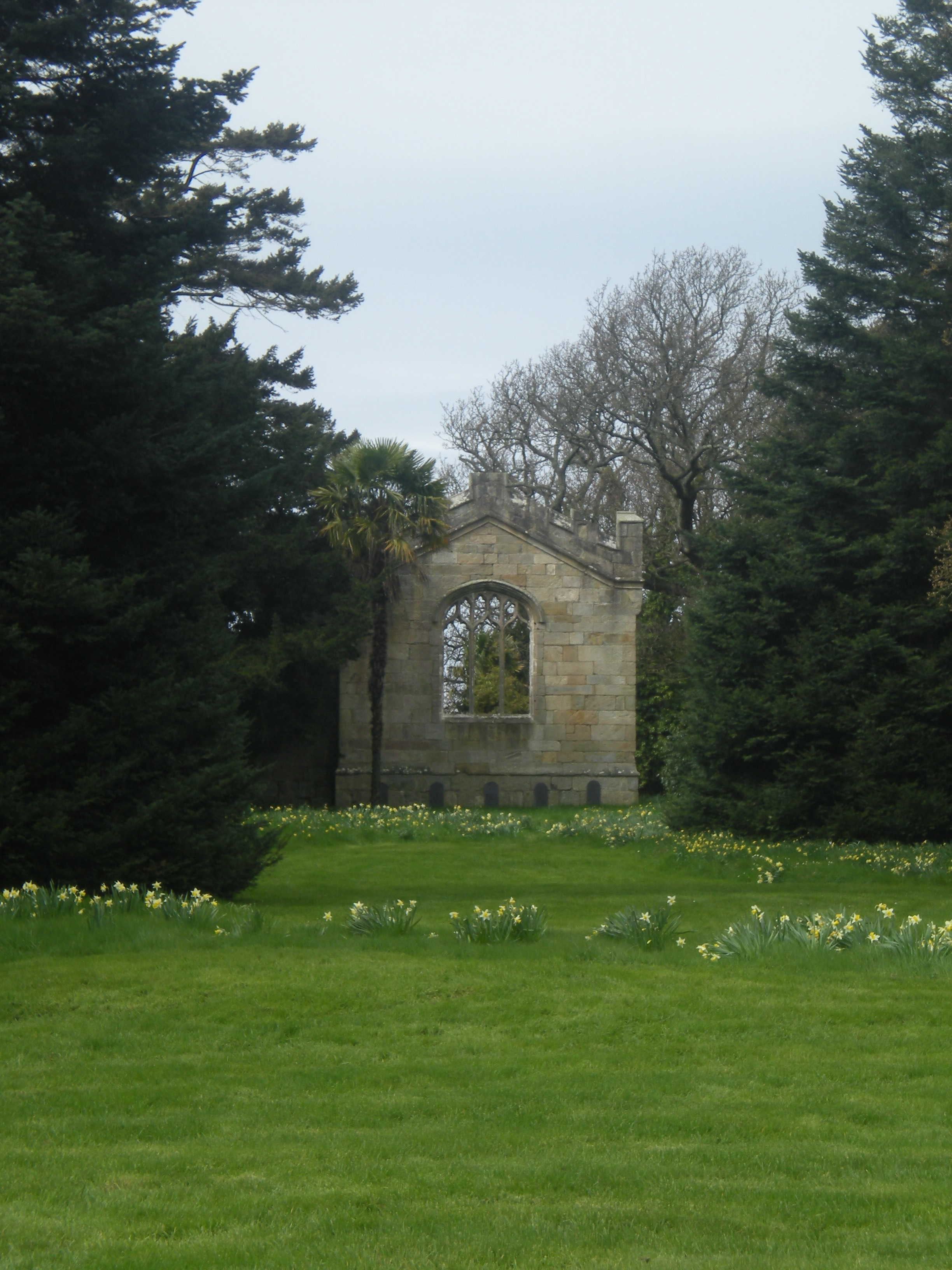
Ruine der ehemaligen Kapelle